# Ivan Bagriany
 (janvier 2013).
Ivan Bagriany souvent translittéré comme Ivan Bahrianyi (ukrainien : Iван Багряний, né le 2 octobre 1906, à Okhtyrka, aujourd'hui faisant partie de la région de Sumy, Ukraine – 25 août 1963, Neu-Ulm, Allemagne) est un écrivain, essayiste, dramaturge et militant ukrainien. Son vrai nom était Ivan Pavlovytch Lozoviaga (ukrainien : Іван Павлович Лозов'яга).
Bagriany est devenu écrivain lors de la renaissance ukrainienne des années 1920. Dès 1926, il publiait ses poésies et poèmes. À cette année il a rejoint le MARS (Maisternia révoliutsiinogo mystetstva - Atelier de l'art révolutionnaire), un cercle littéraire indépendant qui était par la suite dissout par le gouvernement soviétique et dont les membres étaient persécutés.
Il vit à un moment dans l'immeuble Slovo. En 1932, Bagriany était arrêté et emprisonné car ses poèmes étaient jugés "contrerévolutionnaires". Il a donc partagé le destin de tant d'autres écrivains, acteurs et scientifiques ukrainiens, victimes des purges staliniennes.
Il a passé par des camps de concentration soviétiques et par l’exil forcé en l’Extrême Orient russe. Cette expérience est décrite dans ses romans autobiographiques. Malade, il fut relâché en 1940 et regagna sa ville natale.  En 1941, la région de Soumy était occupée par les Allemands. Bagriany a déménagé en Galicie puis, en 1944, en Allemagne. Après la guerre, il participe aux activités de divers organismes de diaspora ukrainienne. En 1948, il fonde le Parti révolutionnaire-démocrate ukrainien. De 1948 et jusqu’à sa mort en 1963 il est l’éditeur d’un journal ukrainophone en Allemagne, Ukrains'ki visti (Nouvelles ukrainiennes).
En 1992, on a attribué à Ivan Bagriany le prix national Taras Chevtchenko à titre posthume.